# Hadrijan III.
Hadrijan III., papa od 17. svibnja 884. do 8. srpnja 885. godine.

## Životopis
Rođen je u Rimu, ali datum rođenja nije poznat. Za vrijeme pontifikata bio je pozvan na sabor Worms te da svojom nazočnošću uveliča skup. Papa nikada nije ni stigao u Worms, a postoji i sumnja da je ubijen. Umro je u 8. srpnja 885. u mjestu San Cesario sul Panaro blizu Modene, gdje je i pokopan. Kanoniziran je 2. lipnja 1891. godine, a blagdan mu je 8. srpnja. Štovan je u Rimokatoličkoj i Pravoslavnoj Crkvi.